# Harvey Stephens
Harvey Stephens  (Londres, 12 de noviembre de 1970) es un actor británico de cine. Conocido por interpretar el papel de Damien Thorn en La profecía (1976).

## Biografía
Harvey Stephens Spencer nació el 12 de noviembre de 1970 en Putney, Londres, Inglaterra, fruto del matrimonio de Jim y Jackie Stephens. Fue un niño con grandes dotes de interpretación. Con 6 años  rodó su primer film interpretando al anticristo, Damien Thorn, en lo que posteriormente se convertiría en una obra maestra del terror La profecía de 1976, junto a Lee Remick, Gregory Peck, Billie Whitelaw y David Warner.
De acuerdo con el  director Richard Donner, durante una entrevista con la AMC, Stephens consiguió el papel después de que golpearan a Donner y éste  como respuesta le diera un puñetazo en los testículos a la persona que había golpeado a Richard. Para lograr este papel tuvo que teñirse el cabello de rubio a moreno para combinarlo con su rostro angelical-malvado.
Por su trabajo llegó a ser nominado a un Globo de oro en la categoría de Mejor actor debutante.

## Filmografía
Esa interpretación en La profecía (The Omen), fue el gran papel en toda su carrera, además de un pequeño papel en la década de 1980 en la película para televisión Gauguin el Salvaje junto a David Carradine y Lynn Redgrave.
También aparece en la sección especial de las funciones de DVD de La profecía (2006), y tiene un pequeño papel como periodista sensacionalista en dicha película. 
Tomas de la entrevista de Stephens de 1996 se utilizaron en el documental del año 2005 La maldición de la profecía, un programa que detalla las extrañas coincidencias que rodearon la realización de la película.
Además colaboró en una serie llamada Howard Stern on Demand en 2008.

## Vida privada
Tras finalizar sus estudios, en 2002 trabajó en el mercado bursátil londinense y desde 2004 ejerce como promotor inmobiliario.
Está casado con Emma Stephens desde el 2002, con la cual tiene un hijo.
El 13 de enero de 2017, Stephens recibió una sentencia de prisión suspendida por un ataque de ira en la carretera contra dos ciclistas en Toys Hill, Westerham, Kent, el 21 de agosto de 2016. El tribunal había escuchado que Stephens usó repetidamente su bocina cuando los ciclistas Mark Richardson y Alex Manley, que andaba en bicicleta por separado, estaban uno al lado del otro en la carretera cuando uno adelantó al otro. Richardson respondió moviendo su dedo medio hacia Stephens, quien luego se detuvo.
Después de salir de su automóvil, Stephens golpeó a Richardson, dejándolo inconsciente, lo que llevó a Manley a intervenir. Stephens respondió preguntándole a Manley: "¿Quieres un poco, verdad?" antes de darle dos puñetazos en la cara, lo que provocó que cayera de espaldas con la bicicleta aún entre las piernas. Luego, Stephens lo sujetó y lo golpeó seis o siete veces, causándole lesiones dentales y dañando su casco.
En 2017, en el Tribunal de la Corona de Maidstone, el juez Martin Joy condenó a Stephens a 12 meses de cárcel, con dos años de suspensión, por causar daños corporales reales, y a dos meses, también con dos años de suspensión, por daños criminales. Stephens, un residente de High Street, Edenbridge, Kent, recibió la orden de someterse a rehabilitación, realizar 150 horas de trabajo no remunerado, pagar una compensación de £ 1,000 a cada víctima y £ 120 adicionales al Sr. Manley por su casco dañado.